# Philippe-Antoine Merlin de Douai
Philippe-Antoine Merlin de Douai, francoski odvetnik in politik, * 30. oktober 1754, † 26. december 1838.
Bil je izvoljen v Narodno skupščino Francije leta 1789, pri čemer je podprl francosko revolucijo.
Pozneje je bil dva mandata minister za pravosodje Francije (1795-96 in 1796-97) in direktor Prve francoske republike (1797-1799).